# Krugelsbach
Der Krugelsbach ist ein Fließgewässer im Stadtgebiet von Wunsiedel, Landkreis Wunsiedel im Fichtelgebirge (Nordostbayern). Der Ursprung des Bachlaufs ist ein Teich bei der Einöde Klausen. Er speist im weiteren Verlauf mit seinem Wasser einige Fischteiche und fließt im weiten Tal zwischen der Anhöhe Rosenbühl und dem Schönbrunner Berg zum Wasserrückhaltebecken. Im Stadtgebiet fließt er dann in einem Kanal unterirdisch zum Kreuzfall und mündet in die Röslau, einen Nebenbach des Flusslaufs Eger.

## Name
Nicht eindeutig geklärt ist der Name des Bachlaufs, der im Jahr 1499 im Landbuch der Sechsämter auftaucht. Er wird auf Tonvorkommen zurückgeführt, die hier vorhanden waren und die das Material für Krüge lieferte.

## Wirtschaftliche Nutzung
Der Krugelsbach füllte im Mittelalter den Stadtteich, der bei Feindeseinfall für die Wasserversorgung der schützenden Burg- und Stadtgräben diente. Ferner trieb er bis um das Jahr 1900 die Wasserräder der oberen und unteren Burgermühle an.

## Hochwasserschutz
Im Westen der Kreisstadt Wunsiedel durchfließt seit 2012 der Krugelsbach ein Hochwasserrückhaltebecken. Durch die geländemorphologische Lage sammelte der Bachlauf bei Starkregen oder Gewitter große Wassermengen, die dann 1917 und 2002 zu Überschwemmungen in der Innenstadt Wunsiedels führten. Durch ein Dammbauwerk mit Rückhaltebecken und einem geregelten Überlauf wird in Zukunft die Überschwemmungsgefahr verhindert.